# 李相熹
李 相熹（イ・サンヒ、1945年8月12日 - ）は、大韓民国の政治家、軍人。第32代韓国軍合同参謀議長、第41代国防部長官などを歴任。最終階級は陸軍大将。

## 経歴
1945年8月12日に日本統治下の江原道原州郡で生まれた。本貫は全義李氏。京畿高等学校を卒業し、陸軍士官学校に入学した。1970年に陸軍士官学校(26期)を卒業し、少尉に任官された。第30機械化歩兵師団師団長、国防部政策企画局長、第5軍団軍団長などを歴任。2001年に中将に昇進し、合同参謀本部戦力企画局長に就任した。合同参謀本部作戦本部長を経て、2003年には大将に昇進し、第3野戦軍司令官に就任した。2005年4月7日には合同参謀議長に任命された。2006年11月には任期を4か月残して退任し、軍を退役した。この人事は盧武鉉大統領が推進する、米軍から戦時作戦統制権を返還させる時期を引き伸ばすべきと主張したからとされる。
2008年に李明博が大統領に当選すると国防部長官に指名され、同年2月29日に就任した。同年7月に、偽装脱北者の元正花がスパイ活動をしていたことが明らかになると、軍内にも50人のスパイが浸透していることを明らかにし、深い憂慮を示した。同年11月には従来は良好であった国防部と国会の国防委員会との連絡を絶つなど、国会を軽視する姿勢が批判を呼んだ。2009年に北朝鮮がミサイルを発射し、南北間の緊張が高まる中黄海北方限界線の韓国艦艇を攻撃した場合、報復攻撃を実施することを表明した。同年8月には張秀萬国防次官が独断で国防予算を減額するように大統領府に要請したことに対して、「下克上」と非難するなど険悪な関係になった。8月27日には韓昇洙総理から非難される事態となり、同年9月3日に更迭が発表された。
辞職後は、韓国戦略問題研究所所長に就任し、多くの退役将軍が国会に進出して党利党略に振り回される風潮を非難している。